# Saudi Binladin

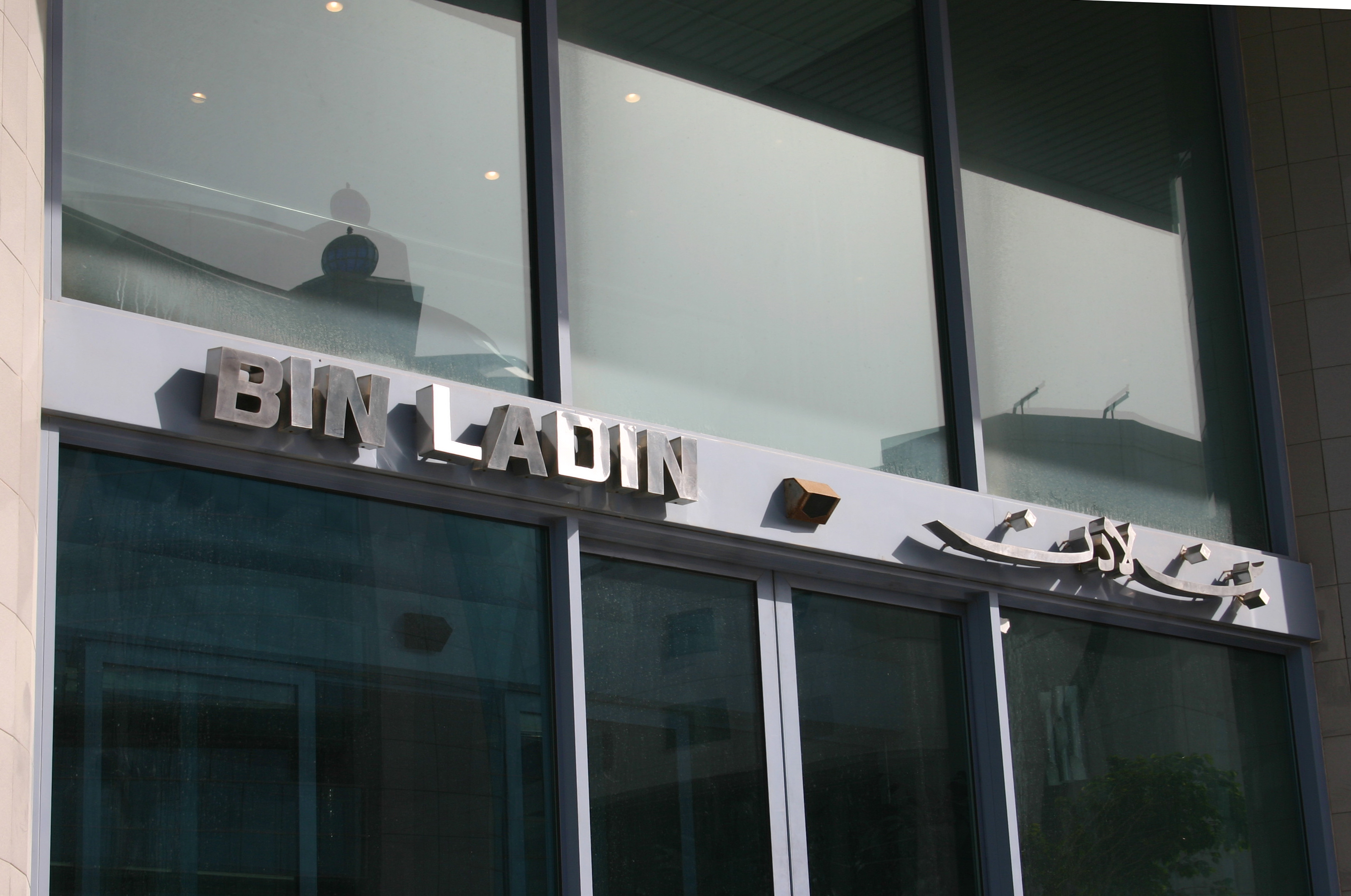
Niederlassung in Dubai

Saudi Binladin Group (SBG; arabisch مجموعة بن لادن السعودية, DMG Maǧmūʿa b. Lādin as-saʿūdīya ‚Saudische Bin-Laden-Gruppe‘) ist ein saudi-arabisches Bau- und Immobilienunternehmen mit Sitz in Dschidda.
Gegründet wurde es 1931 von Mohammed bin Awad bin Laden, dem Vater von Osama bin Laden, als Mohammad Binladin Organization. Muhammad bin Laden war ein enger Freund des saudi-arabischen Königs Abd al-Aziz ibn Saud und erhielt seitens des saudischen Königshauses Aufträge für Großbauprojekte in Saudi-Arabien.
Geleitet wird das Unternehmen seit dem Tod seines Bruders Salim bin Laden im Jahr 1988 von Bakr bin Laden, einem Halbbruder Osama bin Ladens.
Zu den gegenwärtigen Großbauprojekten gehören die Abraj Al Bait Towers und die al-Masdschid al-Harām in Mekka sowie der Jeddah Tower in Dschidda. In einem Konsortium baut Saudi Binladin die King Abdullah Economic City am Roten Meer.
Die Tageszeitung Al-Watan berichtete am 2. Mai 2016 über geplante Massenentlassungen bei Saudi Binladin. Betroffen seien 77.000 von 200.000 ausländischen Arbeitern sowie 12.000 von 17.000 saudischen Angestellten.